# 니클라스 모이산데르
니클라스 크리스티안 모이산데르(핀란드어: Niklas Kristian Moisander, 1985년 9월 29일~)는 핀란드의 축구 선수로 포지션은 수비수이다. 현재 말뫼 FF에서 활약하고 있다.